# Ogbomosho
Ogbomosho is een stad in de Nigeriaanse staat Oyo.
Ogbomosho had in 2005 ruim 860.000 inwoners.
De stad is in de 17e eeuw gesticht door het volk Yoruba.